# Scaphyglottis corallorrhiza
Scaphyglottis corallorrhiza är en orkidéart som först beskrevs av Oakes Ames, och fick sitt nu gällande namn av Ames, F.T.Hubb. och Charles Schweinfurth. Scaphyglottis corallorrhiza ingår i släktet Scaphyglottis och familjen orkidéer. Inga underarter finns listade i Catalogue of Life.